# Jerzy Lucjan Woźniak
Jerzy Lucjan Woźniak (ur. 3 stycznia 1939 r. w Dąbrowie Górniczej) – poeta, prozaik i eseista. Posiada wykształcenie średnie. Obecnie mieszka w Sosnowcu. Publikuje również, choć rzadko, pod pseudonimami Jotelwu i Tomasz Limbowy.
W swojej twórczości porusza tematy filozoficzne i poetyckie oraz rozważania na temat czasu.
Z gatunków literackich najczęściej uprawia poezję. Pisze również eseje i opowiadania oraz rzadko recenzje krytyczne.
Debiutował w katowickich "Poglądach" w roku 1983 (wiersze akceptował Feliks Netz). Głównie związany z miesięcznikiem „Śląsk” na łamach którego opublikował około 40 zróżnicowanych tekstów (opowiadania i eseje) oraz kilkadziesiąt wierszy. W imieniu miesięcznika w 2006 r, odbierał w Łomży Nagrodę Honorową Zygmunta Glogera. Publikował również  w  „Tygodniku Kulturalnym”, „Poezji”, „Akancie”, "Miesięczniku Literackim', "Piśmie Literacko-Artystycznym”, „Akcencie”, „Pograniczach”, „Toposie”, „Morzu i ziemi”, „Tak i Nie”, „Pograniczach”, „Migotaniach Przejaśnieniach”, „Frondzie Luks”.
Ujęty w antologii wydanej w koedycji Biblioteki Narodowej i Państwowego Instytutu Wydawniczego „Tatry i Poeci” (Warszawa 2007) oraz antologii „Węzły, sukienki, żagle. Nowa poezja. Ojczyzna i dziewczyna” (Kutno 2013), a także w antologii „Zagłębie poetów” (Katowice 2002).
W 2019 r. wydano poświęcony mu tomik serii „Światów poetyckich” pod redakcją Mariana Kisiela i Katarzyny Niesporek. 

## Tomiki poetyckie[7][3][8][4]
- "Pod skórą" (1991)
- "Rózga światła" (1991)
- "Szelest czasu" (1993)
- "Z oczu bielmo z serca strach" (1998)
- "W Tatrach" (2001, 2013)
- "Korowanie pokory" (2003)
- "Samotność kota" (2005)
- "Ślimak na asfalcie" (2009)
- „Sercu najbliżej do poezji” (2011)
- „Ciężar cienia” (2014)
- „Drzewa przy drodze” (2014)
- „Wejrzenia” (2017)

## Publikacje[9]
- Pod skórą. Oficyna Wydawnicza Literatów i Dziennikarzy „Pod Wiatr”, Warszawa 1999.
- Rózga światła. Sosnowiecka korporacja Wydawnicza SCW, Sosnowiec 1993.
- Z oczu bielmo, z serca strach. Miejska Galeria Sztuki Sosnowiec, Sosnowiec 1998.
- W Tatrach. Wydawnictwo „Respekt”, Sosnowiec 2001.
- Korowanie pokory. Wydawnictwo „Kreator”, Sosnowiec 2003.
- Samotność kota. Górnośląskie Towarzystwo Literackie, Katowice 2005.
- Ślimak na asfalcie. Górnośląskie Towarzystwo Literackie, Idee Books, Katowice 2009.
- W Tatrach. e-bookowo 2011 (wydanie internetowe).
- W Tatrach. Wyd. poszerz. i zaktual. e-bookowo 2013.
- Drzewa przy drodze. Fundacja im. Jana Kochanowskiego, Sosnowiec 2014.
- Ciężar cienia. Wydawnictwo Naukowe „Śląsk”, Katowice 2015.
- Światy poetyckie Jerzego Lucjana Woźniaka. Wydawnictwo Naukowe „Śląsk”, Katowice 2019[6]

## Nagrody[3][7][8]
- 2008 - jedno z pięciu równorzędnych wyróżnień w konkursie na pastisz Herbertowski zorganizowanym przez szczeciński dwumiesięcznik kulturalny "Pogranicza".
- 2015 – Artystyczna Nagroda Miasta Sosnowca za całokształt twórczości,
- 2015 – ministerialna odznaka honorowa „Zasłużony dla Kultury Polskiej”.